# Луганский (хутор)
Луга́нский — хутор в Орловском районе Ростовской области.
Входит в состав Луганского сельского поселения.

## Население
| 2010 |
| ---- |
| 859  |

## Улицы
| - ул. 50 лет Октября, - пер. Виноградный, - пер. Воскресенский, - пер. Дальний, - пер. Дачный, | - ул. Зелёная, - пер. Колхозный, - ул. Комсомольская, - пер. Майский, - пер. Мирный, | - ул. Московская, - ул. Новосельская, - пер. Рыбный, - пер. Центральный. |